# Prosopofrontina malaisei
Prosopofrontina malaisei är en tvåvingeart som först beskrevs av Louis-Paul Mesnil 1961. Prosopofrontina malaisei ingår i släktet Prosopofrontina och familjen parasitflugor.
Artens utbredningsområde är Myanmar. Inga underarter finns listade i Catalogue of Life.